# 岐阜県道367号勝山山田線
岐阜県道367号勝山山田線（ぎふけんどう367ごう かつやまやまだせん）は、岐阜県加茂郡坂祝町から同県関市に至る一般県道である。

## 概要

### 路線データ
- 起点：岐阜県加茂郡坂祝町勝山（国道21号・岐阜県道346号富加坂祝線交点）
- 終点：岐阜県関市山田（国道156号・国道248号交点）
- 重要な経過地：岐阜県関市迫間

## 沿革
- 1977年（昭和52年）2月27日 ： 認定[1]

## 通過する自治体
- 岐阜県
  - 加茂郡
    - 坂祝町

  - 関市

## 接続する道路
- 国道21号坂祝バイパス・岐阜県道346号富加坂祝線（加茂郡坂祝町・勝山I.C入口交差点）
- 岐阜県道17号江南関線（関市倉知地内 - 倉知西交差点）
- 国道248号関バイパス・山田バイパス（関市倉知西交差点 - 山田交差点で重複）
- 国道156号（関市山田交差点）

## 周辺
- 岐阜県畜産研究所養豚・養鶏研究部関試験地
- 関市立関商工高等学校
- 中部学院大学
- 岐阜県立関特別支援学校
- 岐阜県立中濃特別支援学校
- 東海北陸自動車道 関インターチェンジ
- 岐阜県警察学校
- 岐阜関カントリークラブ
- 岐阜県百年公園
- 岐阜県博物館